# Madinat al-Salam, Syrien
Madinat al-Salam (arabiska: مدينة السلام) är en ort i sydvästra Syrien, nära gränsen till Israel. Den grundades 1986, som Madinat al-Bath (مدينة البعث), och ersatte den förstörda staden al-Qunaytira som en de facto administrativ huvudort för provinsen al-Qunaytira. År 2010 hade Madinat al-Salam 4 500 invånare. Ortens namn ändrades till Madinat al-Salam i december 2024.
Staden har varit under Israel kontroll sedan december 2024.